# Élection présidentielle iranienne de 1985
L'élection présidentielle iranienne de 1985 a eu lieu le 16 août 1985, et a abouti à la réélection du président sortant Ali Khamenei.
Le Mouvement de libération de l'Iran, a appelé au boycott de l'élection.

## Candidatures
En juillet 1985, 50 personnes ont postulé pour la présidence, seules trois furent sélectionnées (tous membres du Parti de la république islamique) par le Conseil des gardiens.

### Candidatures retenues
- Ali Khamenei, président sortant.
- Mahmoud Kashani, avocat.
- Habibollah Asgaroladi, ancien ministre du commerce.

### Candidatures rejetées
Parmi les candidatures notables :
- Mehdi Bazargan, Secrétaire général du Mouvement de libération de l'Iran et ancien premier ministre[2].
- Mohammad Mousavi Khoeiniha[3].
- Mohammed-Mehdi Abdekhodaei, Secrétaire général du Fedayin de l'Islam[3].
- Babak Zahraei, Chef du Parti socialiste des travailleurs d'Iran[3].

## Résultats
| Élection présidentielle iranienne de 1985 | Élection présidentielle iranienne de 1985 | Élection présidentielle iranienne de 1985 | Élection présidentielle iranienne de 1985 | Élection présidentielle iranienne de 1985 | Élection présidentielle iranienne de 1985 | Élection présidentielle iranienne de 1985 | Élection présidentielle iranienne de 1985 |
| Parti                                     | Parti                                     | Candidats                                 | Nohen et al                               | Nohen et al                               | ISSDP                                     | ISSDP                                     |                                           |
| Parti                                     | Parti                                     | Candidats                                 | Votes                                     | %                                         | Votes                                     | %                                         |                                           |
| ----------------------------------------- | ----------------------------------------- | ----------------------------------------- | ----------------------------------------- | ----------------------------------------- | ----------------------------------------- | ----------------------------------------- | ----------------------------------------- |
|                                           | Parti de la république islamique          | Ali Khamenei                              | 12,203,870                                | 87.9                                      | 12,205,012                                | 85.00                                     |                                           |
|                                           | Parti de la république islamique          | Mahmoud Kashani                           | 1,402,416                                 | 10.1                                      | 1,402,953                                 | 9.85                                      |                                           |
|                                           | Parti de la république islamique          | Habibollah Asgaroladi                     | 283,297                                   | 2.00                                      | 278,113                                   | 1.95                                      |                                           |
| Blancs ou nuls                            | Blancs ou nuls                            | Blancs ou nuls                            | 355,047                                   | 2.50                                      | 352,509                                   | 2.47                                      |                                           |
| Total                                     | Total                                     | Total                                     | 14,244,630                                | 100                                       | 14,238,587                                | 100                                       |                                           |